# أحمد أبو حسين (عزبة)
عزبة أحمد أبو حسين، عزبة تابعة لقرية شابة، التابعة لمركز دسوق، التابع لمحافظة كفر الشيخ في جمهورية مصر العربية.